# 다단계 마케팅

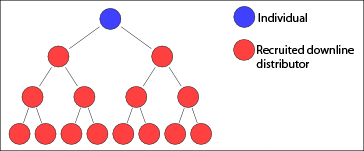

다단계 마케팅(multi-level marketing, MLM) 은 "제조업자 → 도매업자 → 소매업자 → 소비자"와 같은 일반적인 유통경로를 거치지 아니하고, 다단계(多段階), 즉 다(많은) 단계의 회사 및 판매원들이 거래에 참여하는 유통방식이다. 유통방식뿐 아니라 후원수당에서도 다(많은)단계적 개입이 이뤄지는 데, 이렇듯 다단계의 본질적 의미에서 후원수당의 단계적 배분이 더 큰 의미를 갖는다고 볼 수 있다.

## 개요
자사 제품을 구입한 고객을 판매원같이 이용하여 제품판매와 유통망을 확대해 나가는 판매방식이다. 이로써 본부가 상품을 판매할 출자자를 모집하고, 그 출자자가 다시 다른 출자자를 가입시키면 보수를 받게 된다. 피라미드식 판매방식이라고도 한다. 1940년대 미국에서 개발된 연대판매 방식이며 최근에는 일본 등에도 외국기업 진출을 계기로 보급되고 있다. 회사로서는 의료보험은 물론 퇴직금을 신경 쓸 필요가 없고 판매원으로서도 여가 활동으로 능력에 따라 이익을 받을 수 있다. 또 소비자가 판매원으로 둔갑해 조직을 가지치기식으로 확산시켜 가기 때문에 짧은 시일 내에 유통망을 방대하게 형성시키는 것이 특징이다.
판매조직이 상품의 판매와는 관계 없이 무원칙적으로 확대되고 말단 출자자가 대량의 재고를 책임지게 되는 위험이 있다. 대한민국에는 프랑스 화장품 수입 판매로 도입되었는데 소비자 피해가 적지 않다. 대한민국은 최근 피라미드식 판매가 사회적으로 물의를 빚자 방문판매법을 제정하여 소비자가 충동구매를 했거나 강매당한 경우, 14일 이내에 해약을 요구할 수 있게 하였다.

## 문제점
대다수의 업체들이 제공하는 시스템에서는 "방문판매 등에 관한 법률"에서 정의한 1단계판매원(다른 판매원의 권유를 통하지 아니하고 가입한 판매원), 즉 상위스폰서의 회원번호가 필요하지 않은 1단계판매원과 그 하위 2단계 및 3단계이상 판매원은 시작부터 공평하지 아니한 기회가 부여되고 있다. 각 업체마다 하위 판매원의 매출 누적 방식과 각 판매원에게 배분을 어떻게 규정하는지 등에 따라 많은 차이가 있을 수 있다.

## 유통구조
일반적으로 제조회사 > 판매회사 > 다단계판매원으로 간단한 유통구조로 볼 수 있으나, 다단계판매원은 각각의 레벨이 다른 판매원들이 존재하고, 하나의 매출로 하위의 모든 판매원들이 수당배분에 참여되기 때문에, 실질적으론 무한의 유통구조를 가지고 있다.
제조회사
판매회사
1단계판매원
2단계판매원
3단계판매원
........
........
n단계판매원
이렇듯 다단계판매의 유통구조는 매출하나에서 발생하는 수익을 무한이 많은 다단계판매원들이 나눠가져야 하는 유통구조적 문제점을 가지고 있다.

## 사례
합법적 다단계 마케팅을 사칭한 피라미드형 사기는 내구재의 단일 상품을 판매하는 경우가 많은데 품질 대비 가격이 턱없이 상식이상으로 높게 책정되어 이익을 얻는 형태가
이런 불법적인 업체는 좋은 상품을 더 많은 사람들에게 전달하는 것보다 빠른 시간 내에 더 많은 돈을 버는 데에만 관심이 있다. 피라미드형 사기는 정상적인 합법적 다단계판매 형태를 넘어 네트워크 마케팅을 사칭하는 경우도 종종 있다. 다단계판매업체는 방문판매업체와 다르나 혼동해서 사용되기도 하며, 이들은 소비자피해보상보험인 공제조합에 등록하게 되어 있다. 네트워크 마케팅과 혼동되어 사용되는 경우가 많으며 법률적인 용어는 다단계판매이다.

### 지엔지피
2012년 공정거래위원회는 웰빙테크에 불법피라미드 영업으로 인한 과징금 44억원을 부과했다. 이는 ‘단군 이래 최대 사기사건’으로 불리는 제이유 사건의 피해액 94억원에 이어 두번째에 달하는 액수이다. 공정위가 조사한 바에 따르면 웰빙테크는 취업을 미끼로 대학생 등 청년층 구직자를 모집해 귀가 방해, 폭언, 협박, 청약철회 방해 등으로 2만여명에게 1000억원어치의 물건을 강매하였다.

### 거마대학생
거마대학생은 서울의 거여동과 마천동에 거주 하며 합법적인 다단계판매 회사와 유사한 형태로 만든 불법적인 사기회사에 빠진 대학생들을 일컫는다. 불법 사기 업체들은 속이기 쉬운 20대 초반 대학생들을 주로 상대하며 거여동과 마천동에 주로 합숙을 시키며 사기 행각에 동참하게 만든다.

### 유사 암호화폐 사기
2017년 10월 초기 코인 공개(ICO)를 했던 유사 암호화폐 '헥스트라 코인'에 투자했다가 총 60억 원 가량의 피해를 입은 50여 명이 2018년 7월 30일 집단 소송을 하였다. 헥스트라 코인의 판매에는 다단계 방식이 적용됐다. 투자자들이 다른 투자자를 유치하면 '후원 보너스'를 주는 식이었다. 김형중 고려대 정보보호대학원 교수는 헥스트라 코인에 대해 "암호화폐 라는 허울을 사용했을 뿐 전형적인 다단계 사기일 가능성이 크다"고 하였다. 코인 최초 가격인 0.9달러로 계산하더라도 최소 300억 원 이상의 피해가 예상되는 사례이다.

## 같이 보기
- 피라미드 사기
- 폰지 사기
- 조희팔
- 주수도